# Bring the Boys Back Home
Pistes de The Wall
Vera Comfortably Numb
Bring the Boys Back Home est une chanson du groupe de rock progressif britannique Pink Floyd qui apparaît sur l'album The Wall, sorti en 1979.

## Composition
La chanson est en do majeur et comporte une mesure en 12/8. Elle commence avec un rythme militaire sur la caisse claire et explose avec les voix, les cordes et les cuivres. L'ambiance est forte et remplie d'espoir. À la fin de la chanson, quand l'orchestre arrête, le son du téléphone de la chanson Young Lust ainsi que la voix du professeur d'Another Brick in the Wall (Part 2) peuvent être entendus. La dernière chose que l'on entend est la phrase « is there anybody out there? », ainsi qu'une voix d'homme qui frappe à la porte et qui crie « time to go! » (« c'est le moment d'y aller ! »).

## Analyse des paroles
D'après Roger Waters, la chanson contient le thème principal de l'album : l'unité. À ce stade de l'album, Pink commence à croire que seul l'unisson peut sauver le monde, et ultimement lui-même. Bien qu'il trouve la solution à ses nombreux problèmes, il est incapable de l'appliquer, et succombe à sa santé mentale dégradée, seul dans sa chambre d'hôtel.

## Version du film

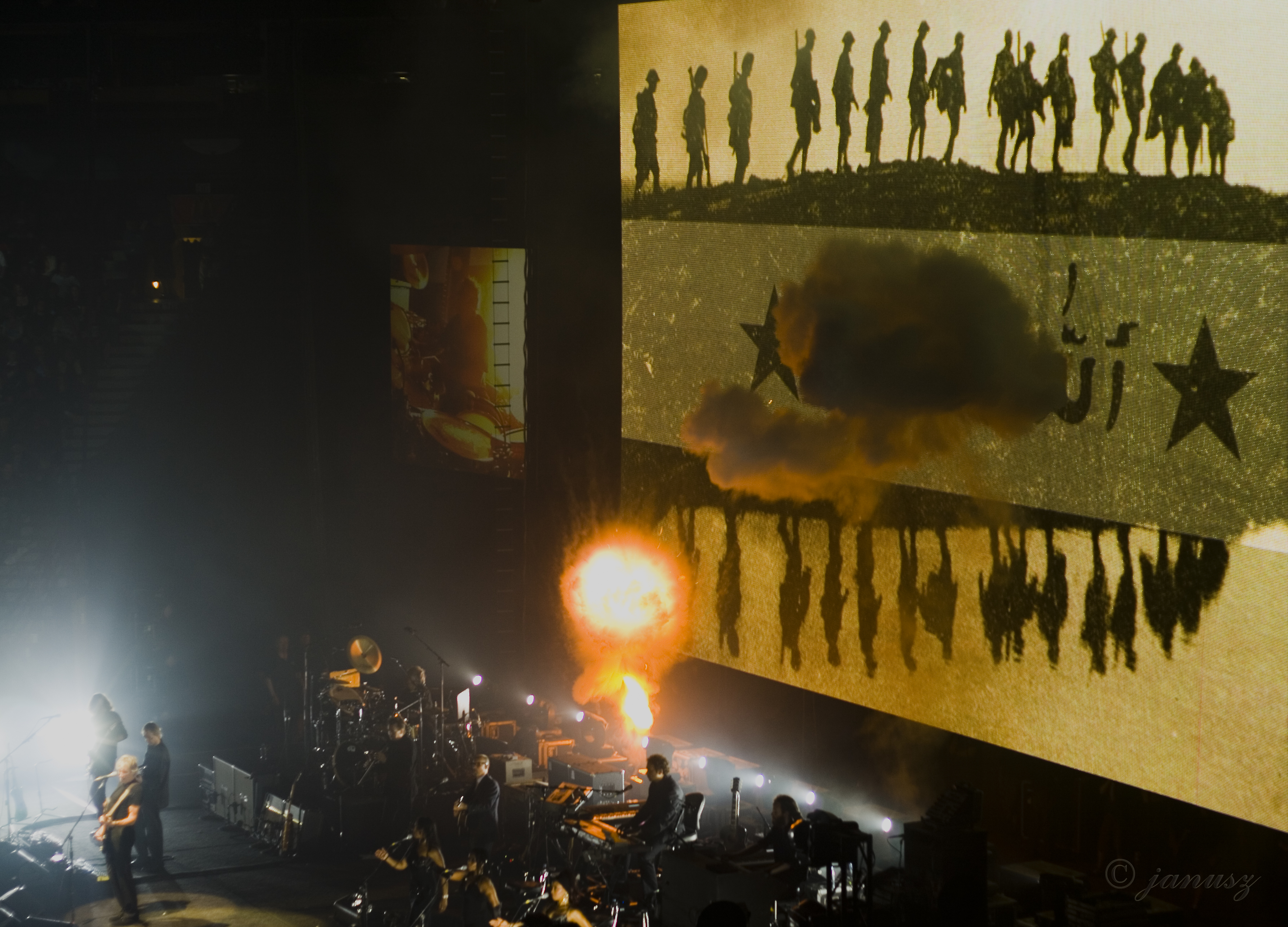
Roger Waters interprétant Bring the Boys Back Home en 2007. En arrière-plan, des images tirées du film Pink Floyd The Wall.

Dans le film adapté de l'album, Pink Floyd The Wall, on montre le jeune Pink à la recherche de son père sur le quai de gare où arrive le train ramenant les soldats au pays. Il finit par comprendre que son père ne reviendra pas. Les gens autour de lui sont heureux et chantent Bring the Boys Back Home, pendant que Pink est perdu dans ses pensées.
Sur l'album, Roger Waters chante, tandis que dans le film, elle est interprétée par une grande chorale.
La fin de la chanson apparait à la fin de The Fletcher Memorial Home sur la compilation Echoes: The Best of Pink Floyd en 2001.

## Musiciens
- Roger Waters - chant
- Joe Porcaro - caisse claire
- Blue Ocean - caisse claire
- New York Opera - chœurs
- New York Orchestra - orchestre